# (6161) Войно-Ясенецкий
(6161) Войно-Ясенецкий (лат. Vojno-Yasenetsky) — типичный астероид главного пояса, открыт 14 октября 1971 года советским астрономом Людмилой Черных в Крымской астрофизической обсерватории и 8 августа 1998 года назван в честь архиепископа и хирурга Валентина Войно-Ясенецкого.

## Обнаружение и именование
(6161) Войно-Ясенецкий
Открыт 14 октября 1971 года в Крымской астрофизической обсерватории Л. И. Черных.
Назван в память о хирурге и епископе Валентине Феликсовиче Войно-Ясенецком (1877—1961). Как врач, он практиковал в ряде районных больниц Центральной России, был главным врачом Ташкентской городской больницы и профессором Среднеазиатского университета. В начале 1920-х годов принял постриг и был рукоположен в сан епископа. За свою жизнь он опубликовал 55 научных работ по хирургии и анатомии, получив государственную премию в 1946 году. Хотя его много раз арестовывали и отправляли в ссылку за его взгляды, когда он умер, у него был сан архиепископа Крымского и Симферопольского.
Оригинальный текст (англ.)6161 Vojno-Yasenetsky
Discovered 1971 Oct. 14 by L. I. Chernykh at the Crimean Astrophysical Observatory.
Named in memory of Valentin Feliksovich Vojno-Yasenetsky (1877—1961), surgeon and bishop. As a physician, he practised in a number of district hospitals in central Russia, serving as head physician in the Tashkent urban hospital and as a professor at Central Asia University. In the early 1920s he took vows and was ordained as a bishop. During his life he published 55 scientific works on surgery and anatomy, winning the state prize in 1946. Although he was arrested many times and sent into exile for his views, when he died he had dignity as the archbishop of the Crimea and Simferopol.
Источники: WGSBN Bull. 3, #13, 6; M.P.C. 32345.

## Орбита

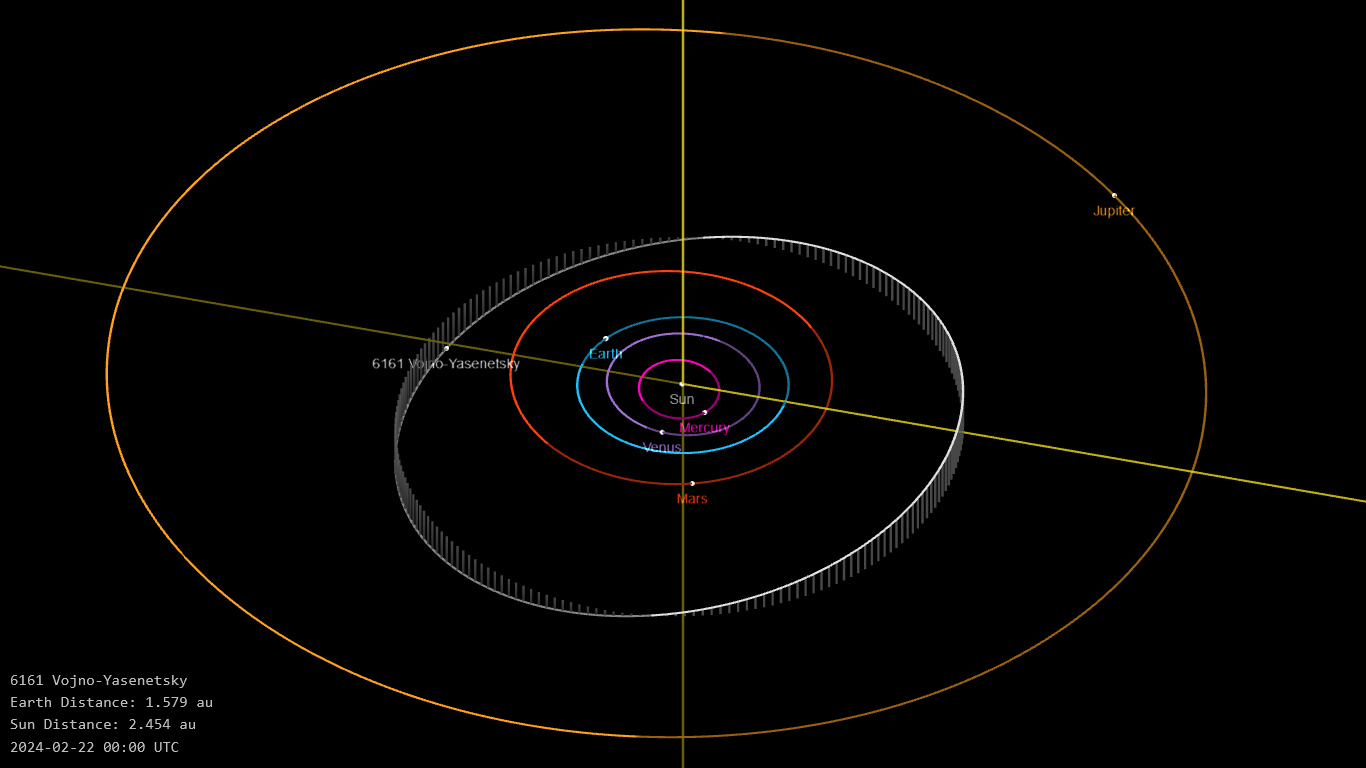
Орбита астероида Войно-Ясенецкий и его положение в Солнечной системе

## Физические характеристики
Из наблюдений системы телескопов панорамного обзора и быстрого реагирования Pan-STARRS следует, что астероид относится к таксономическому классу X, а из наблюдений телескопа VISTA — к классу C.
По результатам наблюдений в видимом и ближнем инфракрасном диапазоне космического телескопа NEOWISE диаметр астероида сначала оценивался равным 18,260±0,067 км, позже — 15,77±4,04 км, 18,01±5,29 км, 17,180±0,151 км, 17,06±5,32 км и 15,62±4,62 км. Согласно тем же источникам альбедо оценивается как 0,0530±0,0102, 0,06±0,03, 0,04±0,03, 0,060±0,007, 0,045±0,032 и 0,054±0,038.